# Дрегенешть (комуна, Прахова)
Дрегенешть, Дрегенешті (рум. Drăgănești) — комуна у повіті Прахова в Румунії. До складу комуни входять такі села (дані про населення за 2002 рік):
- Белчуг (667 осіб)
- Берейтару (943 особи)
- Дрегенешть (1264 особи)
- Корну-де-Жос (696 осіб)
- Мері (1090 осіб)
- Туфань (81 особа)
- Хеткереу (497 осіб)

Комуна розташована на відстані 45 км на північ від Бухареста, 23 км на південний схід від Плоєшті, 106 км на південний схід від Брашова.

## Населення
За даними перепису населення 2002 року у комуні проживали 5238 осіб.
Національний склад населення комуни:
| Національність   | Кількість осіб | Відсоток |
| ---------------- | -------------- | -------- |
| румуни           | 5088           | 97,1%    |
| цигани           | 147            | 2,8%     |
| німці            | 2              | < 0,1%   |
| росіяни-липовани | 1              | < 0,1%   |

Рідною мовою назвали:
| Мова      | Кількість осіб | Відсоток |
| --------- | -------------- | -------- |
| румунська | 5236           | > 99,9%  |
| німецька  | 1              | < 0,1%   |
| російська | 1              | < 0,1%   |

Склад населення комуни за віросповіданням:
| Релігія            | Кількість осіб | Відсоток |
| ------------------ | -------------- | -------- |
| православні        | 5200           | 99,3%    |
| лютерани           | 14             | 0,3%     |
| бретрени           | 11             | 0,2%     |
| п'ятдесятники      | 7              | 0,1%     |
| адвентисти         | 5              | 0,1%     |
| не вказали релігію | 1              | < 0,1%   |

## Зовнішні посилання
- Дані про комуну Дрегенешть на сайті Ghidul Primăriilor